# Provinz Gelderland
Gelderland ist eine Provinz in der östlichen Mitte der Niederlande mit der Hauptstadt Arnheim (niederländisch Arnhem). Sie ist, knapp vor Noord-Brabant, die größte Provinz des Landes nach der Fläche. Die Universitätsstadt Nijmegen und das administrative Zentrum Arnhem sind beide etwa gleich groß und bilden, zusammen mit weiteren Gemeinden, eine „Grüne Metropolregion“ (seit 2021, davor unter anderen Bezeichnungen).
Weitere große Städte sind Apeldoorn im Norden und Ede im Westen, kleinere Städte Zutphen, Harderwijk, Tiel und Doetinchem. Insgesamt gilt die Provinz aber eher als ländlich und landwirtschaftlich geprägt. Im Osten waren die Einwohner traditionell katholisch, und auch durch die Dialekte unterscheiden sich viele Bewohner vom Westen der Niederlande: Typisch sind in Gelderland niedersächsische Dialekte. Gemeinsam mit Overijssel und (Teilen von) Flevoland betrachtet man Gelderland als den Osten des Landes.
Der Name der Provinz ist abgeleitet von dem historischen Herzogtum Geldern. Die namensgebende Stadt Geldern liegt im Kreis Kleve, Region Niederrhein, im deutschen Bundesland Nordrhein-Westfalen, also außerhalb der heutigen Niederlande. Bereits vor der Franzosenzeit (ab 1795) gehörte Gelderland zur niederländischen Republik und durfte sich als einziges Gebiet Herzogtum nennen.

## Geographie
Das Gelderland kann grob in drei Landschaftsteile unterteilt werden:
- im Norden die Veluwe mit dem größten Waldgebiet der Niederlande – der Name wird zumeist als fahle (unfruchtbare) Aue gedeutet, weil die Landwirtschaft hier nur wenig Ertrag einbrachte.
- im Südosten der Achterhoek (von Holland aus gesehen: „Hinteres Eck“), eine vorwiegend landwirtschaftlich geprägte und neuerdings auch touristische Region.
- im Süden die Betuwe, bekannt durch ihren Obst- und Gemüseanbau. Der Name, als „Bataver-Aue“ gedeutet, stammt möglicherweise von den Batavern, die hier im 1. Jahrhundert sesshaft waren.

Weitere Gegenden im Gelderland sind das Rijk van Nijmegen, die Liemers und die Geldersche Vallei (= „Ebene“), ein relativ tiefgelegenes Gebiet um Barneveld, das durch die Hühnerzucht bekannt ist.
Das Gelderland wird im südlichen Provinzgebiet in Ost-West-Richtung vom nördlichen Rheinarm, dem Nederrijn und im Unterlauf dem Lek und dem südlichen Rheinarm, der Waal durchflossen. Parallel zur Waal fließt die Maas, die die Grenze mit der Provinz Noord-Brabant bildet. Südlich von Arnheim zweigt die IJssel vom Nederrijn ab, durchfließt die Provinz in Süd-Nord-Richtung, um bei Kampen in das IJsselmeer zu münden.
Die Dialekte des Gelderlandes teilt man ost- und nordgeldrisch sowie südgeldrisch ein. Die ersteren sind niedersächsische Dialekte, die zumindest historisch mit dem Niederdeutschen verbunden sind. Die südgeldrischen Dialekte hingegen haben sich – wie auch das Standardniederländische – aus dem Niederfränkischen entwickelt.

## Geschichte
Das Gelderland war als Teil des Herzogtums Geldern ein Land im Heiligen Römischen Reich. Dazu gehörten auch Teile der heutigen Provinz Limburg des deutschen Distriktes von Kleve, zusammen mit der Stadt Geldern, die auch Sitz des Herzogs war. Erkelenz und Viersen waren geldrische Exklaven. Die heutige Provinz umfasst ungefähr drei Viertel dieses Herzogtums Geldern.
1543 wurde das Gelderland durch den Vertrag von Venlo am Ende des Geldrischen Erbfolgekrieges endgültig eine der siebzehn Provinzen der habsburgischen Niederlanden. Nach der niederländischen Revolution 1568 gehörte das Gelderland zur Republik der Sieben Vereinigten Provinzen. Innerhalb dieser Republik hatte das Herzogtum Gelderland eine besondere Stellung, denn die übrigen Provinzen waren nur Grafschaften oder Herrlichkeiten. Daher rangierte es offiziell sogar vor der reichsten und einwohnerstärksten Provinz, der Grafschaft Holland.

Zur Befreiung der Region kurz vor Ende des Zweiten Weltkriegs: 

## Politik
Die Provinzverwaltung hat ihren Sitz in Arnhem. Dort befindet sich das Huis der Provincie in einem Gebäude von 1954; der Vorgängerbau war im Krieg zerstört worden. Beauftragter des Königs ist seit dem 19. März 2025 der Parteilose Daniël Wigboldus. Er steht einem College van Gedeputeerde Staten aus BBB, VVD, CDA, ChristenUnie und SGP vor.
Bei der Provinzialwahl am 15. März 2023 erlangten die Parteien folgende Stimmanteile: BBB 23,59 %, VVD 9,98 %, PvdA 8,92 %, GroenLinks 8,13 %, CDA 7,01 %, ChristenUnie 5,53 %, D66 5,30 %, SGP 5,06 %, PvdD 4,49 %, PVV 4,11 %, Volt 3,70 %, JA21 3,51 %, SP 3,48 %, FvD 2,55 %, 50PLUS 1,94 %, übrige 2,70 %.
Die nächste Provinzialwahl findet am 17. März 2027 statt.
| Provinzialwahl 2023(in %) %3020100 23,599,988,928,137,015,535,305,064,4921,99 BBBVVDPvdAGLCDACUD66SGPPvdDSonst.jGewinne und Verlusteim Vergleich zu 2019 %p 25 20 15 10 5 0 −5−10+23,59−3,98+0,59−2,70−4,57−1,25−1,90−0,19+0,03−9,64BBBVVDPvdAGLCDACUD66SGPPvdDSonst.Anmerkungen:j PVV 4,11 % (–1,95 %), Volt 3,70 % (neu), JA21 3,51 % (neu), SP 3,48 % (–2,35 %), FvD 2,55 % (–10,88 %), 50PLUS 1,94 % (–1,87 %), Lokale Partijen Gelderland 1,59 % (+0,41 %), BVNL 0,66 % (neu), ONS Gelderland 0,45 % (neu), DENK 0,00 % (–1,21 %), Jezus Leeft 0,00 % (–0,11 %) | Provinzialwahl 2023Insgesamt 55 Sitze - SP: 2 - GL: 5 - PvdA: 5 - PvdD: 2 - D66: 3 - Volt: 2 - 50PLUS: 1 - CDA: 4 - BBB: 14 - CU: 3 - VVD: 6 - SGP: 3 - JA21: 2 - FvD: 1 - PVV: 2 |

## Gemeinden

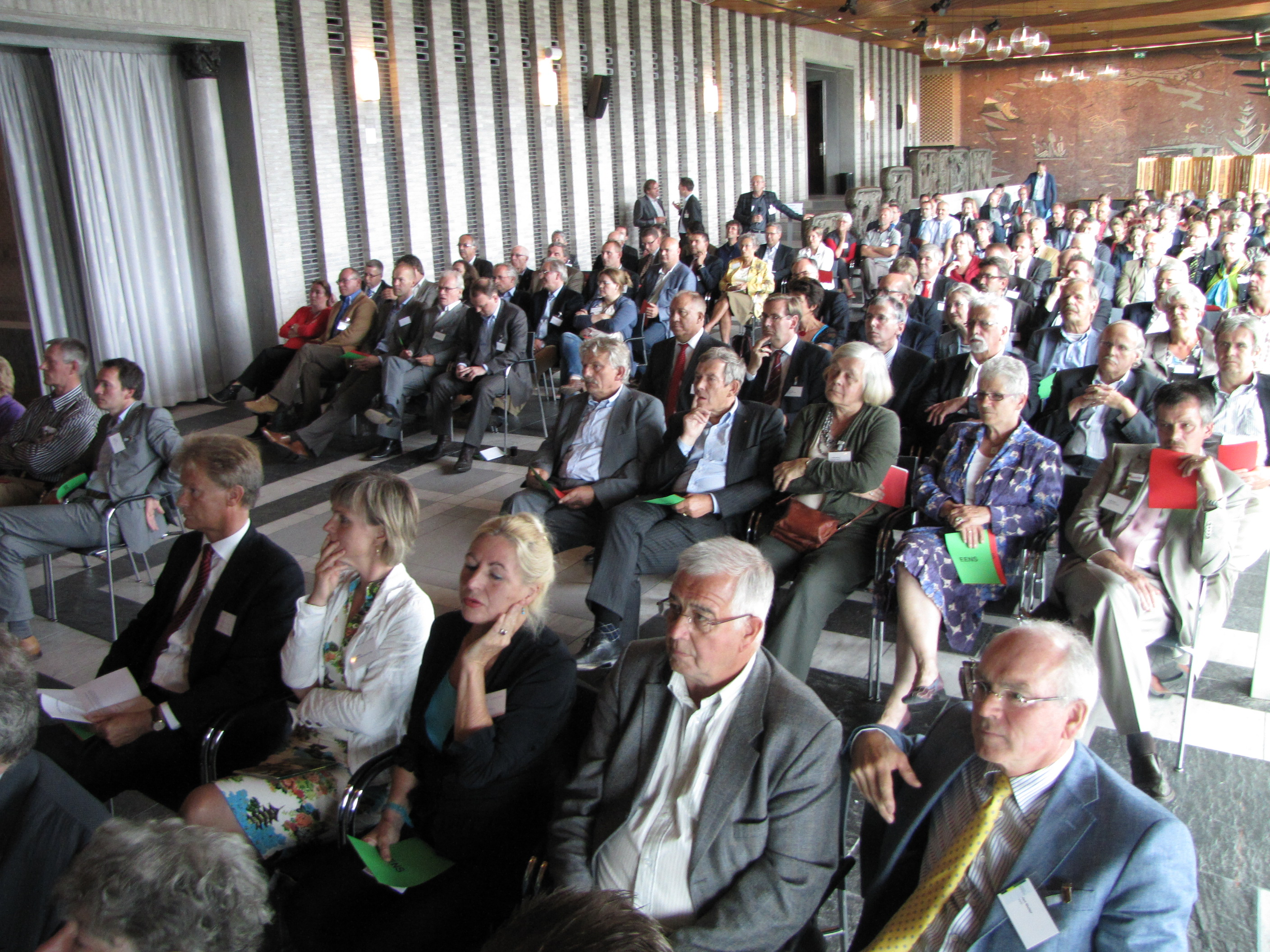
Im Huis der Provincie zu Arnheim, Gelderse Ontmoeting (Treffen von Provinz- und Gemeindevertretern) im Juni 2011

Am 1. Januar 2005 kam es in der Provinz Gelderland zu einer Verwaltungsreform, bei der die Anzahl der Gemeinden von 71 auf 56 sank. Mit Berkelland (aus den aufgelösten Gemeinden Borculo, Eibergen, Neede und Ruurlo), Bronckhorst (Hengelo, Hummelo/Keppel, Steenderen, Vorden, Zelhem), Montferland (Bergh und Didam) und Oude IJsselstreek (Gendringen und Wisch) entstanden dabei vier neue Gemeinden. Ebenfalls aufgelöst wurden Angerlo (zu Zevenaar), Dinxperlo (zu Aalten), Gorssel (zu Lochem), Lichtenvoorde (zu Groenlo, nach Volksbefragung umbenannt in Groenlo-Lichtenvoorde, jetzt Oost Gelre), Warnsveld (zu Zutphen) und Wehl (zu Doetinchem). Zum 1. Januar 2015 fusionierten Groesbeek, Millingen aan de Rijn und Ubbergen zu Groesbeek, das ein Jahr später in Berg en Dal umbenannt wurde. Am 1. Januar 2018 wurde Rijnwaarden nach Zevenaar eingemeindet. Zum nachfolgenden Jahresbeginn wurden die Gemeinden Geldermalsen, Lingewaal und Neerijnen zur neuen Fusionsgemeinde West Betuwe zusammengeschlossen. Seit dem 1. Januar 2019 beträgt die Anzahl der Gemeinde daher 51.
- Aalten (27.471)
- Apeldoorn (168.563)
- Arnheim (169.302)
- Barneveld (63.160)
- Berg en Dal (35.556)
- Berkelland (43.922)
- Beuningen (26.742)
- Bronckhorst (36.007)
- Brummen (21.394)
- Buren (27.976)
- Culemborg (30.293)
- Doesburg (11.120)
- Doetinchem (60.051)
- Druten (19.748)
- Duiven (24.937)
- Ede (124.262)
- Elburg (23.903)
- Epe (33.469)
- Ermelo (28.127)
- Harderwijk (50.070)
- Hattem (12.744)
- Heerde (19.305)
- Heumen (16.866)
- Lingewaard (47.655)
- Lochem (34.314)
- Maasdriel (26.288)
- Montferland (36.994)
- Neder-Betuwe (25.800)
- Nijkerk (45.725)
- Nijmegen (188.981)
- Nunspeet (29.390)
- Oldebroek (24.426)
- Oost Gelre (30.048)
- Oude IJsselstreek (39.502)
- Overbetuwe (48.943)
- Putten (24.953)
- Renkum (31.498)
- Rheden (43.785)
- Rozendaal (1836)
- Scherpenzeel (10.541)
- Tiel (42.590)
- Voorst (25.567)
- Wageningen (42.802)
- West Betuwe (53.263)
- West Maas en Waal (20.601)
- Westervoort (15.202)
- Wijchen (41.833)
- Winterswijk (29.217)
- Zaltbommel (30.396)
- Zevenaar (45.212)
- Zutphen (49.038)

(Einwohner am 1. Januar 2025) 

## Wirtschaft
Die Wirtschaft in Gelderland profitierte im Mittelalter von der Lage an den großen Flüssen (Rhein und Maas). Die Städte litten aber auch an der Konkurrenz in Holland, so dass Seehäfen wie Harderwijk und Eiburg (an der Zuiderzee gelegen) stagnierten. Im Achtzigjährigen Krieg (1568–1648) litten Städte und plattes Land unter den brandschatzenden Heeren. Es gab also kein Goldenes Zeitalter wie in Holland.
Im 19. Jahrhundert war die Landwirtschaft noch von vielen kleinen Bauernhöfen geprägt. Angebaut wurde vor allem in der fruchtbaren Flusslandschaft und weniger zum Beispiel auf den Sandböden der Veluwe. Nach der Krise ca. 1878 bis 1895 stiegen viele Bauern von Gedreide auf Hühnerhaltung um, weil Getreide aus Nordamerika auf die Preise drückte. In Wageningen wurde 1876 eine Hochschule für Landwirtschaft gegründet, die heute noch landesweite Bedeutung hat. Die Herstellung von Textilien wurde schließlich von großen Fabriken übernommen. In Arnheim und Nijmegen siedelten sich unter anderem Unternehmer aus Deutschland an. Bekannt wurden deren Unternehmen und Kaufhäuser wie C & A Brenninkmeijer, Peek & Cloppenburg sowie Vroom & Dreesmann.
Während um 1900 noch 41 Prozent der Berufstätigen in der Landwirtschaft arbeiten, mehr als in anderen Provinzen, galt dies 2019 nur noch für 2,6 Prozent. Gelderland hat sich mehr und mehr dem Durchschnitt des gesamten Landes angeglichen. Noch immer sind aber bedeutende agrarische Unternehmen in Gelderland beheimatet. Man spricht von der Gelderschen foodvalley, zu der auch die Hochschule in Wageningen gehört. Das 20. Jahrhundert sah einen großen Ausbau in der Infrastruktur. Dazu zählt der Bau wichtiger Brücken über die großen Flüsse und die IJssel.
Gerade im Osten der Niederlande entwickelte die Industrie sich später als anderswo. Das herstellende Gewerbe sah man eher auf dem platten Lande als in Städten wie Arnheim oder Nijmegen. Wirklich viele größere Fabriken entstanden erst nach dem Zweiten Weltkrieg.